# Incendio de Las Malvinas
El incendio de Las Malvinas fue un incendio generado en la zona comercial de Las Malvinas en el Cercado de Lima, capital del Perú, iniciado el 22 de junio de 2017 y extinguido por completo el 27 de junio del mismo año, hasta ahora es considerado uno de los mayores incendios no forestales ocurridos en la época contemporánea de Lima junto al incendio de Mesa Redonda de 2001.
Es el octavo incendio registrado en 2017 en la capital y el más grave. Las pérdidas se estiman en 2 millones de dólares. A causa del siniestro se registraron 2 fallecidos y 89 heridos.

## Origen
El incendio se originó en el centro comercial ferretero «JPEG SAC» para luego propagarse al centro comercial «Nicolini». Una de las causas está relacionada con la negligencia de un empleado, además la empresa que fue multada por no cumplir las normas de seguridad tuvo que trasladar a los trabajadores a los contenedores colocados informalmente en la parte superior del centro comercial.

## Cronograma de eventos
Se inició el 22 de junio de 2017 alrededor de la 1 de la tarde. Durante las primeras horas el incendio creció considerablemente, llegando a la clasificación de «grado 5» por el Cuerpo General de Bomberos Voluntarios del Perú. Se convocó a 900 bomberos en 72 horas.
El 23 del mismo mes el incendio seguía después de 20 horas de trabajo ininterrumpido distribuido entre labores de rescate y contención de las llamas. El 24 de junio fue posible apaciguar las llamas.

## Zonas afectadas
Las personas que habitaban y trabajaban en los locales de la zona cercana al siniestro fueron evacuadas. El Hospital Ramón Castilla de EsSalud  fue cerrado. El local en donde las empresas afectadas compartían espacio fue cerrado por orden de la Municipalidad Metropolitana de Lima.
El humo fue visto desde distritos alejados al Centro Comercial como San Martín de Porres, Los Olivos, Comas, San Isidro, Jesús María o Carmen de la Legua Reynoso. Además varias instituciones educativas cerraron sus clases. Las personas que estaban a 10 cuadras a la redonda, tuvieron que evacuar a un lugar más alejado. Un día después de haber comenzado el incendio, todos los ambientes olían a plástico quemado y este era tóxico.

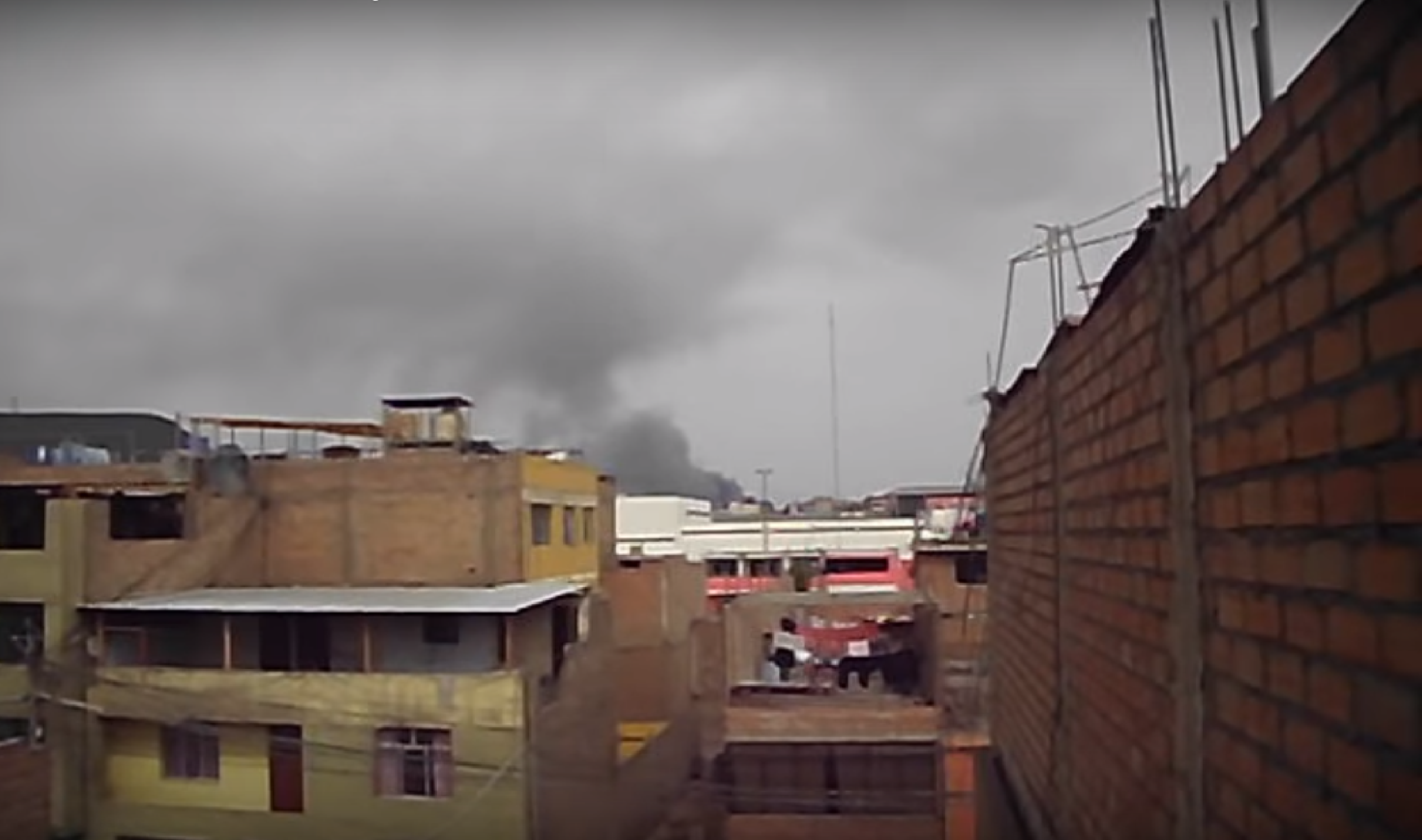
El incendio visto desde Plaza Norte.
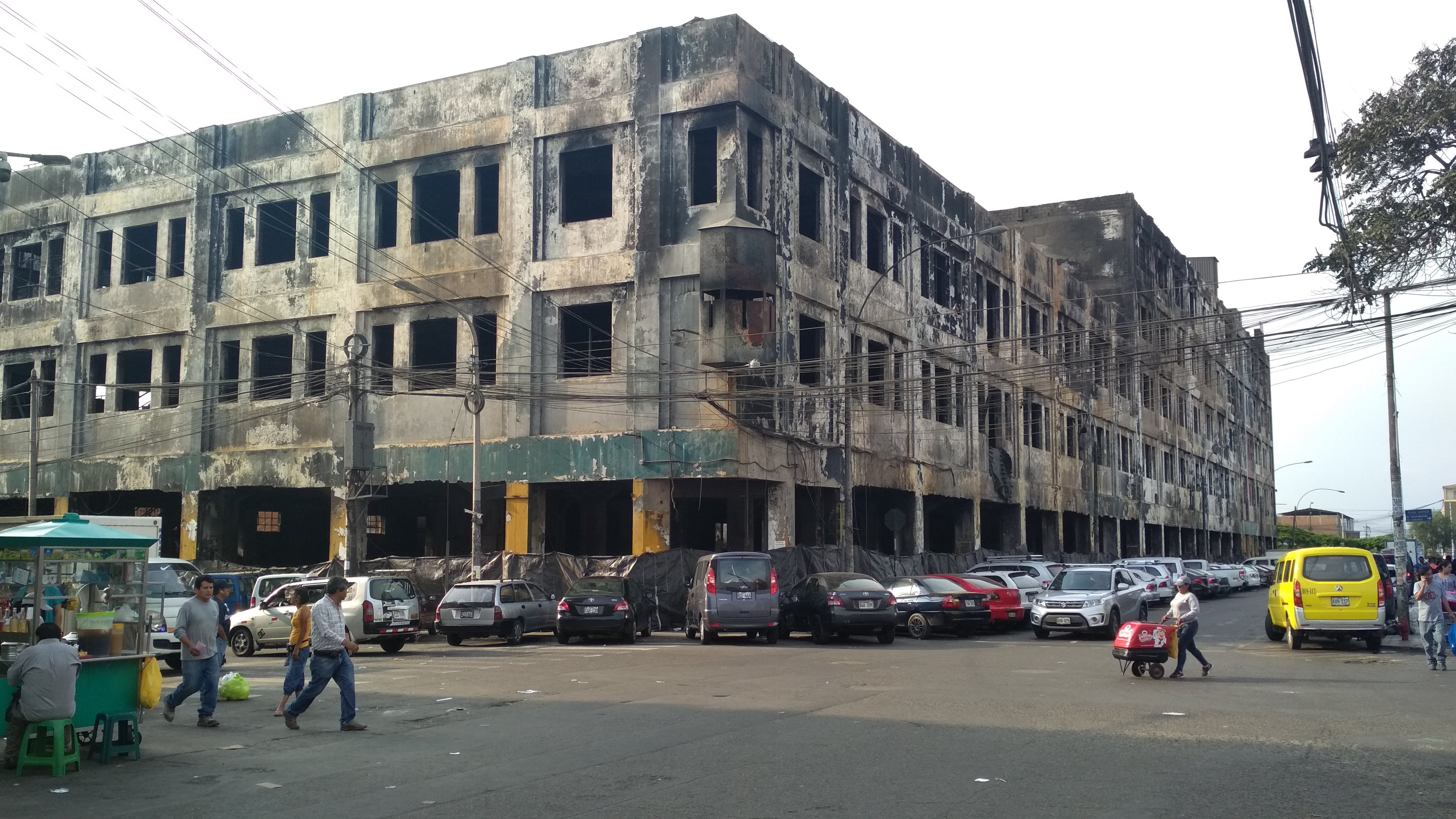
Restos del edificio incendiado.